# Quadrat (àlgebra)
El quadrat és la segona potència d'un nombre, és a dir, el resultat de multiplicar un nombre per ell mateix. Intervé en les equacions que donen la mida de les superfícies. L'àrea d'un quadrat (geometria) és precisament el quadrat de la longitud del costat.
En física el quadrat també apareix en moltes equacions. Per exemple, c al quadrat és la constant de transformació de la massa en energia, la velocitat al quadrat apareix en les equacions que relacionen aquesta variable amb l'energia cinètica.